# 土岐頼春
土岐 頼春 （とき よりはる、生没年不詳）は、戦国時代 から安土桃山時代にかけての武将。上総国の国人で、万喜城主。父は里見家に仕え、第二次国府台合戦で後北条氏に寝返った土岐為頼。頼春は里見義康に3度にわたって居城万喜城を攻められるが、これをすべて撃退（万喜・長南合戦）、10万石相当の所領を支配し
上総土岐最大勢力を築いた。1590年の豊臣秀吉による小田原征伐によって北条家が滅亡した際、土岐家は北条方として本多忠勝に万喜城を攻撃され、頼春は抵抗するも敗北、その後の消息は不明。自害したともいわれる。異名は万喜頼春、別名義成。